# Elvis' Golden Records
Albums de Elvis Presley
Elvis' Christmas Album
(1957) King Creole
(1959)
Elvis' Golden Records est un album d'Elvis Presley sorti le 21 mars 1958. Cette compilation réunit treize chansons sorties en 45 tours en 1957 et 1958 (huit faces A et cinq faces B), ainsi que Love Me, parue sur l'album de 1956 Elvis.

## Titres

### Face 1
1. Hound Dog (Jerry Leiber, Mike Stoller) – 2:15
2. Loving You (Jerry Leiber, Mike Stoller) – 2:12
3. All Shook Up (Otis Blackwell, Elvis Presley) – 1:57
4. Heartbreak Hotel (Mae Axton, Tommy Durden, Elvis Presley) – 2:09
5. Jailhouse Rock (Jerry Leiber, Mike Stoller) – 2:27
6. Love Me (Jerry Leiber, Mike Stoller) – 2:43
7. Too Much (Lee Rosenberg, Bernard Weinman) – 2:31

### Face 2
1. Don't Be Cruel (Otis Blackwell, Elvis Presley) – 2:02
2. That's When Your Heartaches Begin (Fred Fisher, Billy Hill, William Raskin) – 3:21
3. (Let Me Be Your) Teddy Bear (Kal Mann, Bernie Lowe) – 1:45
4. Love Me Tender (Vera Matson, Elvis Presley) – 2:41
5. Treat Me Nice (Jerry Leiber, Mike Stoller) – 2:10
6. Anyway You Want Me (That's How I Will Be) (Cliff Owens, Aaron Schroeder) – 2:14
7. I Want You, I Need You, I Love You (Lou Kosloff, George Mysels) – 2:40